# Insolvenza
Con insolvenza o decozione, in economia e nel diritto fallimentare, s'intende la situazione in cui un soggetto economico, solitamente un'azienda o un imprenditore, non è in grado di onorare regolarmente, con mezzi normali di pagamento, le obbligazioni assunte alle scadenze pattuite. Dipinge dunque la situazione patrimoniale dell'imprenditore da un punto di vista funzionale.

## Descrizione
In tale circostanza l'imprenditore stesso, il pubblico ministero o, più frequentemente, i suoi creditori, possono rivolgersi al tribunale fallimentare per far dichiarare il fallimento dell'impresa. Lo stato di insolvenza deve distinguersi dallo stato di crisi. Mentre l'insolvenza è permanente, la crisi è temporanea.
Lo stato di decozione, a differenza del semplice inadempimento, si riferisce, non a una singola obbligazione, bensì a tutta la situazione patrimoniale, economica e finanziaria del debitore, risolvendosi in una situazione d'impotenza economica e funzionale, non transitoria e irreversibile. L'insolvenza può assumere anche le caratteristiche di insolvenza fraudolenta.
Un aumentato rischio di insolvenza da parte di un'azienda può portare a un conseguente aumento di difficoltà nell'accesso al credito nel sistema creditizio-bancario per aumentata sfiducia di questo, con effetto di retroazione positiva e aumentato rischio di fallimento dell'azienda stessa.

### Insolvenza sovrana
Il concetto di insolvenza per similitudine è stato esteso in tempi recenti anche allo Stato nel caso di cosiddetta insolvenza sovrana, situazione in cui questi non è in grado di restituire il proprio debito pubblico ai suoi creditori con effetti diretti sull'amministrazione statale e possibili effetti a livello macroeconomico sul sistema economico nazionale. Trattandosi di Stati sovrani, questa definizione risulta controversa su due aspetti: su chi può o abbia il potere di decidere sulla sovranità e in quanto Stato può attuare un ventaglio di iniziative monetarie impossibili a un imprenditore.

## Effetti
Se l'esdebitazione dell'imprenditore (commerciale) fallito «costituisce una deroga significativa, ma comunque limitata (sotto il profilo dei soggetti coinvolti), al principio della responsabilità patrimoniale (quale racchiuso nel precetto secondo il quale il debitore risponde dei propri debiti con tutti i suoi beni, anche futuri), ben più ampia è la deroga che rispetto al medesimo principio è stata introdotta con la legge n. 3/2012, che ha disciplinato l'istituto del cd. “sovraindebitamento” del debitore civile (recte: del debitore “non fallibile”), estendendo il beneficio dell'esdebitazione anche ai debitori che sono esclusi dalle tradizionali procedure concorsuali (consumatori, professionisti, imprenditori agricoli, imprenditori commerciali “piccoli”)».